# Magic: The Gathering Arena
Magic: The Gathering Arena är ett gratis digitalt samlarkortspel utvecklat och publicerat av Wizards of the Coast. Spelet är en digital version av Magic: The Gathering (MTG). Spelet är helt gratis att ladda ner men innehåller även mikrotransaktioner som underlättar för spelaren att bygga sin egen lek. Spelet kallas ofta bara Arena  inom det bredare sammanhanget Magic: The Gathering. Spelet släpptes i betaversion i november 2017 och släpptes fullt ut för Microsoft Windows-användare i september 2019. Det beräknas komma en macOS- version i mitten av 2020. Mobilversionen väntas till slutet av 2020.

## Gameplay
MTG Arena följer samma regler som det fysiska kortspelet, där spelare använder egendesignade kortlekar för att kämpa mot andra spelare som även de byggt sin egen kortlek. Målet är att minska motståndarens hälsa till noll eller se till att den får slut på kort att dra, innan den gör detsamma mot dig.

## E-sport
I december 2018 meddelade Wizards of the Coast vid The Game Awards 2018 att en speciell prispott skulle skapas för spelet för att delas ut under 2019. Prispotten på 10 miljoner dollar kommer att delas lika mellan det traditionellt analoga Magic the Gathering i papper och den nya digitala versionen MTG Arena.
Den 16 februari 2020 vann Paulo Vitor Damo Da Rosa världsmästerskapet 2019, vars matcher spelades på Magic Arena.  